# Simon Donaldson
Pour les articles homonymes, voir Donaldson.
Sir Simon Kirwan Donaldson, né le 20 août 1957 à Cambridge, est un mathématicien, connu principalement pour ses travaux sur la topologie des variétés de dimension 4.

## Biographie
Donaldson a obtenu son Bachelor of Arts de mathématiques au Pembroke College en 1979, et effectua ses travaux de troisième cycle sous la direction de Nigel Hitchin, puis de Michael Atiyah. Il est encore étudiant lorsqu'il prouve, en 1982, un résultat qui le rendit célèbre, publié dans l'article Self-dual connections and the topology of smooth 4-manifolds en 1983. Selon les propres mots d'Atiyah, cet article « estomaqua la communauté mathématique ».
Alors que les travaux de Michael Freedman s'attelaient plutôt à la classification des variétés topologiques de dimension 4, ceux de Donaldson étaient résolument tournés vers les variétés différentiables, et utilisaient des instantons, une solution en théorie de jauge provenant de la théorie quantique des champs. Un des premiers résultats de Donaldson précisa des contraintes lourdes sur la forme d'intersection (en) d'une variété lisse de dimension 4 (cf. Théorème de Donaldson (en)). Cela implique que de nombreuses variétés topologiques de dimension 4 n'admettent aucune structure différentiable. Donaldson utilisa également la théorie de jauge pour définir des invariants polynomiaux. Ces derniers sont des invariants topologiques sensibles à la structure différentiable de la variété. Ces invariants furent utiles pour prouver l'existence de structures lisses « exotiques » : certaines variétés topologiques de dimension 4 (en particulier l'espace euclidien de dimension 4) peuvent supporter une infinité de structures lisses différentes.
Entre autres récompenses, Donaldson reçut la médaille Fields en 1986 et le prix Crafoord en 1994. Il fait partie des cinq lauréats de la première édition du Breakthrough Prize in Mathematics, en 2014. En 2020, Simon Donaldson a reçu le prix Wolf de mathématiques avec Yakov Eliashberg.
Sir Simon Donaldson est professeur de mathématiques pures à Imperial College, London.
Il est fait chevalier le 31 décembre 2011, pour services rendus aux mathématiques.

## Sélection de publications
- (en) « An application of gauge theory to four-dimensional topology », J. Diff. Geom., vol. 18,‎ 1983, p. 279-315 (lire en ligne)
- (en) « Self-dual connections and the topology of smooth 4-manifolds », Bull. Amer. Math. Soc., vol. 8,‎ 1983, p. 81-83 (lire en ligne)
- (en) (avec Peter Kronheimer), The Geometry of Four-Manifolds, New York, OUP, coll. « Oxford Mathematical Monographs », 1990, 440 p. (ISBN 978-0-19-850269-2, lire en ligne)